# Spotswood (Nueva Jersey)
Spotswood es un borough ubicado en el condado de Middlesex en el estado estadounidense de Nueva Jersey. En el año 2010 tenía una población de 16,008 habitantes y una densidad poblacional de 2,462 personas por km².

## Geografía
Spotswood se encuentra ubicado en las coordenadas 40°23′38″N 74°23′25″O / 40.39389, -74.39028.

## Demografía
Según la Oficina del Censo en 2000 los ingresos medios por hogar en la localidad eran de $55,833 y los ingresos medios por familia eran $73,062. Los hombres tenían unos ingresos medios de $45,979 frente a los $35,859 para las mujeres. La renta per cápita para la localidad era de $25,247. Alrededor del 4.3% de la población estaba por debajo del umbral de pobreza.